# Roger de Breteuil
Roger de Breteuil, parfois Roger Fitz William (adulte entre 1071 et 1087), 2d comte d'Hereford, fut un important baron anglo-normand qui perdit toutes ses possessions et fut emprisonné à vie pour avoir comploté contre Guillaume le Conquérant.

## Biographie
Il est le fils puîné de Guillaume Fitz Osbern († 1071), 1er comte d'Hereford, un proche de Guillaume le Conquérant, et d'Adelise de Tosny. À la mort de son père, il hérite du patrimoine anglais, tandis que son frère aîné Guillaume lui succède en Normandie.
Il poursuit la lutte engagée par son père contre ses voisins de Galles du sud avec un certain succès. En 1075, il arrange le mariage de sa sœur Emma avec Raoul de Gaël, le comte d'Est-Anglie. Durant les fêtes du mariage, qui a lieu a Exning près de Newmarket, Roger rejoint une conspiration anglo-bretonne contre le roi Guillaume le Conquérant instiguée par son nouveau beau-frère. Roger, une fois retourné dans le Herefordshire, se prépare pour la révolte et assemble une armée. 
Lorsque les deux justiciers en chef du royaume, Guillaume (I) de Warenne et Richard de Bienfaite, que le roi a désignés comme justiciers en chef pendant sa présence dans le duché de Normandie, ont vent de la conspiration, ils font envoyer une armée pour contrer la progression des troupes de Roger. Celle-ci, menée par l'évêque Wulfstan de Worcester et Æthelwig, l'abbé d'Evesham, dispose facilement des troupes rebelles alors qu'elles s'apprêtaient à passer la Severn. Roger est capturé.
Plus tard, Lanfranc, l'archevêque de Cantorbéry, tente de le convaincre de faire acte de contrition, mais en vain. À Noël 1075, il est condamné à la perte de ses terres et à la prison à vie. Les raisons de son implication dans la conspiration sont obscures. Il a été proposé comme explication qu'il était très irrité par l'intrusion d'officiers royaux sur ses terres.
Orderic Vital relate que, par la suite, Roger de Breteuil ne cessa d'injurier et de faire affront au roi. Un jour de Pâques, ce dernier lui fit parvenir dans sa prison des vêtements précieux. Roger les fit aussitôt brûler. Guillaume le Conquérant fut si indigné qu'il promit que jamais Roger de Breteuil ne sortirait de prison. Pourtant sur son lit de mort en 1087, Guillaume demanda la libération de tous les prisonniers qui promettraient de ne pas troubler l'ordre public. Roger ne fut finalement pas libéré et mourut en prison à une date inconnue. Ses fils Renaud et Roger furent au service d'Henri Ier. Ils attendirent la clémence royale et une restauration de leur patrimoine qui ne vinrent jamais.

## Mariage et descendance
D'une épouse inconnue, il eut deux fils :
- Renaud († ap. 1130), qui épousa Émeline, la fille et héritière de Hamelin de Ballon, lord d'Abergavenny en Galles du sud. Il tient le fief des Ballon dans le Wiltshire et la seigneurie d'Abergavenny en droit de sa femme. Ses descendants adoptent le toponyme de Ballon ;
- Roger († après 1125).

### Sources
- C. P. Lewis, « Breteuil, Roger de, earl of Hereford (fl. 1071–1087) », Oxford Dictionary of National Biography, Oxford University Press, 2004. Version de novembre 2008.
- Frank Stenton, Anglo-Saxon England, Oxford University, 3e édition, 1971, p. 610-613.